# 上杉朝定 (二橋上杉家)
上杉 朝定（うえすぎ ともさだ）は、南北朝時代の武将。二橋上杉家当主。丹後国守護。

## 略歴
元亨元年（1321年）、上杉重顕の子として生まれる。父・重顕は早世したらしく、家督を幼くして継いだが、叔母にあたる上杉清子に保護されて彼女が生んだ足利尊氏・直義兄弟に仕えた。
建武4年（1337年）に17歳で丹後国守護・引付頭人に任ぜられる。康永3年（1344年）には尊氏・直義兄弟の姪である女性を妻としていたことが知られる。その一方で、同年に設置された内談方の初代頭人になるが、4年後に石橋和義に交替している事から、病弱であった可能性も指摘されている。
高師直と共に尊氏の執事を務めていたこともあるが、観応の擾乱が勃発すると直義方につき、尊氏・師直と戦った。ただし、同じ直義方であった一族の上杉憲顕・重能兄弟とは異なり、乱勃発後に尊氏の嫡男・義詮が師直を連れて朝定邸を訪問して会談するなど、尊氏方への接近を疑わせる行動も取っている。この時期の朝定の行動について、早くから師直と対立関係にあった憲顕・重能兄弟と異なり最後まで尊氏・直義の和解に努めていたとする指摘と朝定が健康を害しており直義と行動を供に出来ないところを尊氏側からの切り崩しの対象になっていたが最終的にはこれに応じなかったとする指摘がある。正平6年/観応2年（1351年）、7月に直義が政務の引退を表明して京都を脱出した際に直義の代理として尊氏と交渉したのは朝定であり、そのまま直義に従った。
正平7年/観応3年（1352年）、信濃国において没したが、死因は病没とも戦死ともいわれ、はっきりしない。享年32あるいは33。
養子で従甥の顕定は鎌倉へ下向、鎌倉扇谷に居住して扇谷上杉家の祖となる。また、犬懸上杉家の祖であった上杉憲藤（憲顕・重能の兄）の戦死後、その遺児である上杉朝房・朝宗兄弟を養子にしていたと考えられている。